# La Gloire du paria
La Gloire du paria est un roman de Dominique Fernandez paru en 1987 chez Grasset. C'est le premier roman français à aborder le thème du SIDA.